# Nettozinseinkommen
Das Nettozinseinkommen (kurz: NZE, auch: Nettozinsertrag, Nettozinsergebnis) ist die Differenz zwischen den erhaltenen und gezahlten Zinsen. Diese Differenz gilt als wichtige Kennzahl dafür, wie erfolgreich eine Bank die Funktion der Finanzintermediation ausführt. In diesem Sinne berechnet man auch die Nettozinsmarge als Nettozinseinkommen in Prozent der durchschnittlichen Aktiva.

## Berechnung und Bestandteile
Die Formel zur Berechnung des Nettozinseinkommens lautet:
{\displaystyle {\text{NZE}}={\text{Gesamtzinsertrag}}-{\text{Gesamtzinsaufwand}}}
wobei der Gesamtzinsertrag alle erhaltenen Erträge vom zinsbringenden Vermögen und der Gesamtzinsaufwand alle gezahlten Aufwendungen von den zinstragenden Verbindlichkeiten über die gesamte Laufzeit einschließt.

### Gesamtzinsertrag
Der Gesamtzinsertrag stellt die Hauptquelle für Erträge einer Bank dar. Diese Position von der Bankbilanz ergibt sich aus der Summe aller erhaltenen Zinsen von den Finanzgeschäften, bzw. die Zinsen von bewilligten Darlehen, gekauften Wertpapieren (z. B. Anleihen, Geldmarktpapiere), Einlagen bei anderen Banken, Rückkaufvereinbarungen und die Erträge von Finanzleasing. Den größten Teil dieser Erträge bilden gewöhnlich die Zinsen von bewilligten Darlehen, und die Höhe anderer Zinserträge hängt von der Vermögensstruktur ab.

### Gesamtzinsaufwand
Dem Gesamtzinsaufwand gehören alle gezahlten Zinsen von den Finanzgeschäften der Bank bzw. die Zinsen von verschiedenen Arten der Einlagen (z. B. unbefristete Gelder, Spareinlagen), aufgenommenen Darlehen bei anderen Banken oder bei der Zentralbank, emittierten Wertpapieren, Rückkaufvereinbarungen und die gezahlten Zinsen vom nachrangigen Darlehen an. Die relative Bedeutung dieser Aufwendungen für die Banken unterscheidet sich aufgrund ihrer Verbindlichkeitsstruktur, aber die Zinsen von Einlagen erreichen doch die höchsten Prozentwerte.